# روزنامه‌نگار (فیلم ۱۹۷۹)
«روزنامه‌نگار» (انگلیسی: Journalist) یک فیلم است که در سال ۱۹۷۹ منتشر شد. از بازیگران آن می‌توان به راده سربزیا اشاره کرد.